# Martin Christian Goeldelius
Martin Christian Goeldelius, Latinisiert aus Goeldel (* 1665 in Gotha; † 1738 in Lübeck) war ein deutscher evangelisch-lutherischer Theologe, Pädagoge und Autor.

## Leben
Er stammte aus einer Gothaer Gelehrtenfamilie und war ein Sohn von Johannes Go(e)ldelius (1635–1685), Lehrer und Kantor am Gothaer Gymnasium, und seiner Frau Barbara Maria, geb. Hessling, aus Arnstadt. Sein Großvater war Pastor in Liebenstein.
Nach dem Besuch des Gothaer Gymnasium Illustre studierte er ab 1684 an der Universität Jena und wurde hier 1687 Magister. Ab 1691 war er Konrektor des Gymnasiums in Schleusingen. 1695 wurde er in gleicher Funktion an das Katharineum zu Lübeck berufen, wo er bis an sein Lebensende blieb.
Er heiratete am 10. März 1698 in Lübeck Anna Dorothea, geb. Borgehl und nach ihrem frühen Tod am 22. April 1709 Johanna Margaretha, geb. Erasmi. Mit ihr hatte er den Sohn Christian Hinrich (* 3. August 1711), der ab 1739 in Rostock Medizin studierte. Ein anderer Sohn, Johann Martin, studierte ebenfalls in Rostock und wurde 1741 Prediger und 1759 als Nachfolger von Heinrich Scharbau (Haupt)pastor an der Lübecker Aegidienkirche. Er starb 1779.
Neben zahlreichen Personalschriften, insbesondere Parentationen und Gedenkschriften, verfasste er mehrere Schauspiele, die von der Schülerschaft zur Aufführung gebracht wurden.

## Werke
- Respublica Gothana in Autumno reflorescens.
- Orator Deliberans. Ienae: Müllerus 1689
- Parentation auf Elisabeth Dorothea Lutherin. Jena
- Parentation auf Adam Wachter. Schleusingen
- Sol Regni Macedonici ex Occasu recens ortus. Lübeck 1697
- Die vom zweyfachen Sturme zerscheyterte Crone. Lübeck 1699
- Der glückliche Thron Henrici VII. Lübeck 1703
- Parentation auf Reimar Peter von Rheder 6. März 1711. Lübeck 1711
- Programma in Iubilaeum Lutherana. 1717